# Municipio de Benito Juárez (Sonora)
Benito Juárez es uno de los setenta y dos municipios del estado mexicano de Sonora, situado en el sur del estado en la zona donde colindan los valles del Mayo y del Yaqui. Su cabecera municipal y ciudad más poblada es Villa Juárez.

## Geografía
El municipio de Benito Juárez se encuentra localizado en el sur del estado de Sonora, en el llamado Valle del Yaqui, zona de gran riqueza agrícola. Tiene una extensión territorial de 3 631.65 kilómetros cuadrados que equivalen al 1.95 % de la extensión total del estado, siendo sus coordenadas extremas 26° 58' - 27° 14' de latitud norte y 109° 43' - 109° 59' de longitud oeste, su territorio es prácticamente plano fluctuando la altitud entre 0 y 100 m s. n. m. (metros sobre el nivel del mar).

### Límites municipales
Tiene límites administrativos con los siguientes municipios y/o accidentes geográficos, según su ubicación:
|                               | Norte: Cajeme | Nordeste: Navojoa |
| Oeste: Cajeme                 |               | Este: Etchojoa    |
| Suroeste: Golfo de California | Sur: Etchojoa |                   |

## Demografía
De acuerdo a los resultados del Censo de Población y Vivienda de 2010 realizado por el Instituto Nacional de Estadística y Geografía, la población total de Benito Juárez es de 22 009 habitantes, de los que 11 088 son hombres y 10 921 son mujeres.

### Localidades
El municipio de Benito Juárez tiene un total de 7 localidades, las principales y su población en 2005 son las que a continuación se enlistan:
| Localidad                        | Población |
| Total Municipio                  | 22 009    |
| Villa Juárez                     | 13 770    |
| Paredón Colorado (Paredón Viejo) | 2 665     |
| Paredoncito                      | 2 251     |
| Jecopaco                         | 1 196     |
| Agua Blanca                      | 861       |
| Aceitunitas                      | 454       |
| Batevito (Colonia Irrigación)    | 453       |

## Historia
La región fue poblada en los años cuarenta después de la construcción de la presa La Angostura y se les otorgaron tierras a 151 miembros de la secretaría de agricultura del gobierno en el Valle del Mayo a cambio se les dio dinero.
En 1943 los exempleados se establecieron en un lugar que luego llamarían "Colonia Irrigación" dependiendo así de Bacobampo hasta que se volvió pueblo en 1947. En 1957 la "Colonia Irrigación" se renombró como Villa Juárez (en honor al presidente Benito Juárez).
En 1996 Villa Juárez fue incorporada el municipio de Benito Juárez. Antes de esto el pueblo formaba parte del municipio de Etchojoa.

## Política
El gobierno del municipio es ejercido por el Ayuntamiento, que es electo por voto universal, directo y secreto para un periodo de tres años que no pueden ser reelegidos para el periodo inmediato pero si de forma no continua, el ayuntamiento lo conforman el presidente municipal, el síndico y el cabildo formado por cinco regidores, tres electos por mayoría y dos por el principio de representación proporcional; todos entran a ejercer su cargo el día 16 de septiembre del año en que se llevó a cabo su elección.

### Representación legislativa
Para la elección de diputados locales al Congreso de Sonora y de diputados federales a la Cámara de Diputados de México el municipio de Benito Juárez se encuentra integrado en los siguientes distritos electorales:
Local:
- XX Distrito Electoral Local de Sonora con cabecera en la ciudad de Etchojoa.[8]

Federal:
- VII Distrito Electoral Federal de Sonora con cabecera en la ciudad de Navojoa.[9]

### Presidentes municipales
- (1994-1997): Luis Herrera Portillo
- (1997-2000): Ramón Márquez Vera
- (2000-2000): Susana Nava Jaramillo
- (2000-2002): María Cristina Carvajal Pack
- (2002-2002): Ramón Páez Razo
- (2002-2002): Luz María Espinoza Calvo
- (2002-2003): Marcelo Armenta Hernández
- (2003-2006): Víctor Molina Beltrán
- (2006-2009): Ernesto Cornejo Valenzuela
- (2009-2009): Felipe Mondragón Fragoso
- (2009-2012): Manuel de Jesús Bustamante Sandoval
- (2012-2012): Moisés Ponce de León Valenzuela
- (2012-2012): Manuel de Jesús Bustamante Sandoval
- (2012-2015): Guillermo Paredes Cebreros
- (2015-2018): Moisés Ponce de León Valenzuela
- (2018-2021): Flora Lina Mungarro Garibay
- (2021-2024): Florentino Jusacamea Valencia